# David Kočí
David Kočí (* 12. května 1981 ve Praze) je bývalý český profesionální hokejista. Momentálně působí jako asistent trenéra v klubu Bílí Tygři Liberec.

## Kariéra
Kočí nastupoval do roku 2000 za juniorský celek klubu HC Sparta Praha, tehdy jej draftoval tým NHL Pittsburgh Penguins v pátém kole. Sezonu 2000/01 strávil v juniorské WHL v klubu Prince George Cougars.
V letech 2001–2006 se snažil dostat do sestavy Pittsburghu skrze farmářské celky Penguins – Wheeling Nailers v East Coast Hockey League a převážně v hlavním záložním mužstvu Wilkes-Barre/Scranton Penguins v American Hockey League. V úvodu sezony 2006/07 sice pro zranění kotníku úvodní část ročníku zmeškal, ale dočkal se v něm premiéry v NHL v dresu Chicago Blackhawks, kde nastoupil k devíti utkáním. V další sezoně odehrál 18 utkání. Během této sezony nastupoval i v AHL.
V létě 2008 podepsal kontrakt s Tampa Bay Lightning, kde sehrál pouze jediné utkání v úvodu sezony 2008/09. Poté pokračoval v St. Louis Blues, kde odehrál čtyři utkání. Sezonu dokončil opět ve svém staronovém týmu Lightning, kde si v 32 utkáních připsal i svou první branku v NHL na ledě Montreal Canadiens (26. března). Předtím i poprvé bodoval – 22. února v domácím utkání s Boston Bruins si připsal asistenci.
Sezonu 2009/10 odehrál v dresu Colorado Avalanche, kde se v prvním ročníku vešel 43× do sestavy a připsal si i branku na ledě Calgary Flames. Přestože v play off se již do sestavy Avs nedostal, klub s ním podepsal kontrakt i na sezonu 2010/11. V té odehrál 34 utkání a vstřelil svou třetí branku v NHL.
Úkolem tohoto hráče v NHL bylo zejména působit respekt na protivníky a "ochraňovat" hvězdy svého klubu.
V létě 2011 se neúspěšně pokoušel prosadit do kádru Winnipeg Jets a tak se rozhodl pro návrat do Evropy. V říjnu se dohodl na kontraktu s mateřskou Spartou, v jejímž dresu si 13. října odbyl extraligovou premiéru na ledě BK Mladá Boleslav.
V sezoně 2013/14 působil jako asistent trenéra u dorostu Sparty a také jako skaut, současně byl ale i nadále hráčem klubu.

## Statistika
- Debut v NHL – 10. března 2007 (Phoenix Coyotes – CHICAGO BLACKHAWKS)
- První gól v NHL – 29. března 2009 (Montreal Canadiens – TAMPA BAY LIGHTNING)
- První bod v NHL – 22. února 2009 (TAMPA BAY LIGHTNING – Boston Bruins)

| Sezona       | Klub                           | Soutěž       | Základní část | Základní část | Základní část | Základní část | Základní část | Play off | Play off | Play off | Play off | Play off |
| Sezona       | Klub                           | Soutěž       | Z             | G             | A             | B             | TM            | Z        | G        | A        | B        | TM       |
| ------------ | ------------------------------ | ------------ | ------------- | ------------- | ------------- | ------------- | ------------- | -------- | -------- | -------- | -------- | -------- |
| 2000/01      | Prince George Cougars          | WHL          | 79            | 2             | 7             | 9             | 155           | 6        | 0        | 0        | 0        | 20       |
| 2001/02      | Wheeling Nailers               | ECHL         | 33            | 2             | 4             | 6             | 105           | —        | —        | —        | —        | —        |
|              | Wilkes-Barre/Scranton Penguins | AHL          | 26            | 1             | 3             | 4             | 98            | —        | —        | —        | —        | —        |
| 2002/03      | Wheeling Nailers               | ECHL         | 48            | 0             | 1             | 1             | 103           | —        | —        | —        | —        | —        |
|              | Wilkes-Barre/Scranton Penguins | AHL          | 9             | 0             | 0             | 0             | 4             | —        | —        | —        | —        | —        |
| 2003/04      | Wilkes-Barre/Scranton Penguins | AHL          | 78            | 1             | 7             | 8             | 298           | 10       | 0        | 0        | 0        | 2        |
| 2004/05      | Wilkes-Barre/Scranton Penguins | AHL          | 68            | 1             | 9             | 10            | 311           | —        | —        | —        | —        | —        |
| 2005/06      | Wilkes-Barre/Scranton Penguins | AHL          | 13            | 0             | 0             | 0             | 59            | —        | —        | —        | —        | —        |
| 2006/07      | Chicago Blackhawks             | NHL          | 9             | 0             | 0             | 0             | 88            | —        | —        | —        | —        | —        |
|              | Norfolk Admirals               | AHL          | 44            | 0             | 1             | 1             | 223           | —        | —        | —        | —        | —        |
| 2007/08      | Chicago Blackhawks             | NHL          | 18            | 0             | 0             | 0             | 68            | —        | —        | —        | —        | —        |
|              | Rockford IceHogs               | AHL          | 7             | 0             | 0             | 0             | 25            | —        | —        | —        | —        | —        |
|              | Norfolk Admirals               | AHL          | 21            | 0             | 2             | 2             | 57            | —        | —        | —        | —        | —        |
| 2008/09      | Tampa Bay Lightning            | NHL          | 33            | 1             | 1             | 2             | 132           | —        | —        | —        | —        | —        |
|              | St. Louis Blues                | NHL          | 4             | 0             | 0             | 0             | 9             | —        | —        | —        | —        | —        |
| 2009/10      | Colorado Avalanche             | NHL          | 43            | 1             | 0             | 1             | 84            | —        | —        | —        | —        | —        |
| 2010/11      | Colorado Avalanche             | NHL          | 35            | 1             | 0             | 1             | 80            | —        | —        | —        | —        | —        |
| 2011/12      | Sparta Praha                   | CZE          | 41            | 0             | 5             | 5             | 132           | 3        | 0        | 0        | 0        | 2        |
| 2012/13      | Sparta Praha                   | CZE          | 30            | 0             | 3             | 3             | 122           | 3        | 0        | 0        | 0        | 4        |
| 2013/14      | Sparta Praha                   | CZE          | 5             | 0             | 0             | 0             | 2             | 1        | 0        | 0        | 0        | 0        |
| Celkem v NHL | Celkem v NHL                   | Celkem v NHL | 142           | 3             | 1             | 4             | 461           | —        | —        | —        | —        | —        |

## Reprezentace
V sezoně 2000/2001 si připsal osm startů za českou reprezentaci do 20 let.